# Ortodoksos Joanu
Ortodoksos Joanu (gr. Ορθόδοξος Ιωάννου, ur. 4 marca 1986 w Larnace) – cypryjski piłkarz grający na pozycji defensywnego pomocnika w klubie Nea Salamina Famagusta, reprezentant swojego kraju w kategorii U-21.

## Kariera klubowa
Rozpoczął karierę w klubie Nea Salamina Famagusta, gdzie zadebiutował w sezonie 2006/2007. Grał tam do roku 2009, zaliczając 31 spotkań. Następnie podpisał kontrakt z pierwszoligowym AEKiem Larnaka, w którym występował dwa sezony, rozgrywając 37 meczów i zdobywając swojego pierwszego gola w karierze. Kolejną drużyną Joanu został Ermis Aradipu z tej samej klasy rozgrywkowej. W jego barwach spadł z ligi, zajmując ostatnie miejsce w tabeli. Od sezonu 2013/2014 reprezentuje barwy swojego pierwszego klubu – Nea Salaminy Famagusta.

## Kariera reprezentacyjna
Ortodoksos Joanu zaliczył łącznie dwa występy w cypryjskiej reprezentacji U-21 podczas eliminacji do Mistrzostw Europy U-21 2008, oba przeciwko zespołowi z Austrii.